# Обињи (Де Севр)
Обињи (фр. Aubigny) насеље је и општина у западној Француској у региону Поату-Шарант, у департману Де Севр која припада префектури Партне.
По подацима из 2011. године у општини је живело 177 становника, а густина насељености је износила 14,77 становника/km². Општина се простире на површини од 11,98 km². Налази се на средњој надморској висини од 156 метара (максималној 166 m, а минималној 123 m).

## Демографија
| 1962. | 1968. | 1975. | 1982. | 1990. | 1999. | 2011. |
| ----- | ----- | ----- | ----- | ----- | ----- | ----- |
| 194   | 225   | 192   | 174   | 162   | 182   | 177   |

График промене броја становника у току последњих година